# Zaporizke, Vilneansk
Zaporizke (în ucraineană Запорізьке) este un sat în comuna Mîhailivka din raionul Vilneansk, regiunea Zaporijjea, Ucraina.

## Demografie
Componența lingvistică a localității Zaporizke
     Ucraineană (76,42%)
     Rusă (23,58%)
Conform recensământului din 2001, majoritatea populației localității Zaporizke era vorbitoare de ucraineană (76,42%), existând în minoritate și vorbitori de rusă (23,58%).